# Малая Королевка
Малая Королевка (бел. Малая Каралёўка) — деревня в составе Паршинского сельсовета Горецкого района Могилёвской области Республики Беларусь.

## Население
- 1999 год — 33 человека
- 2010 год — 11 человек